# Portolánový atlas

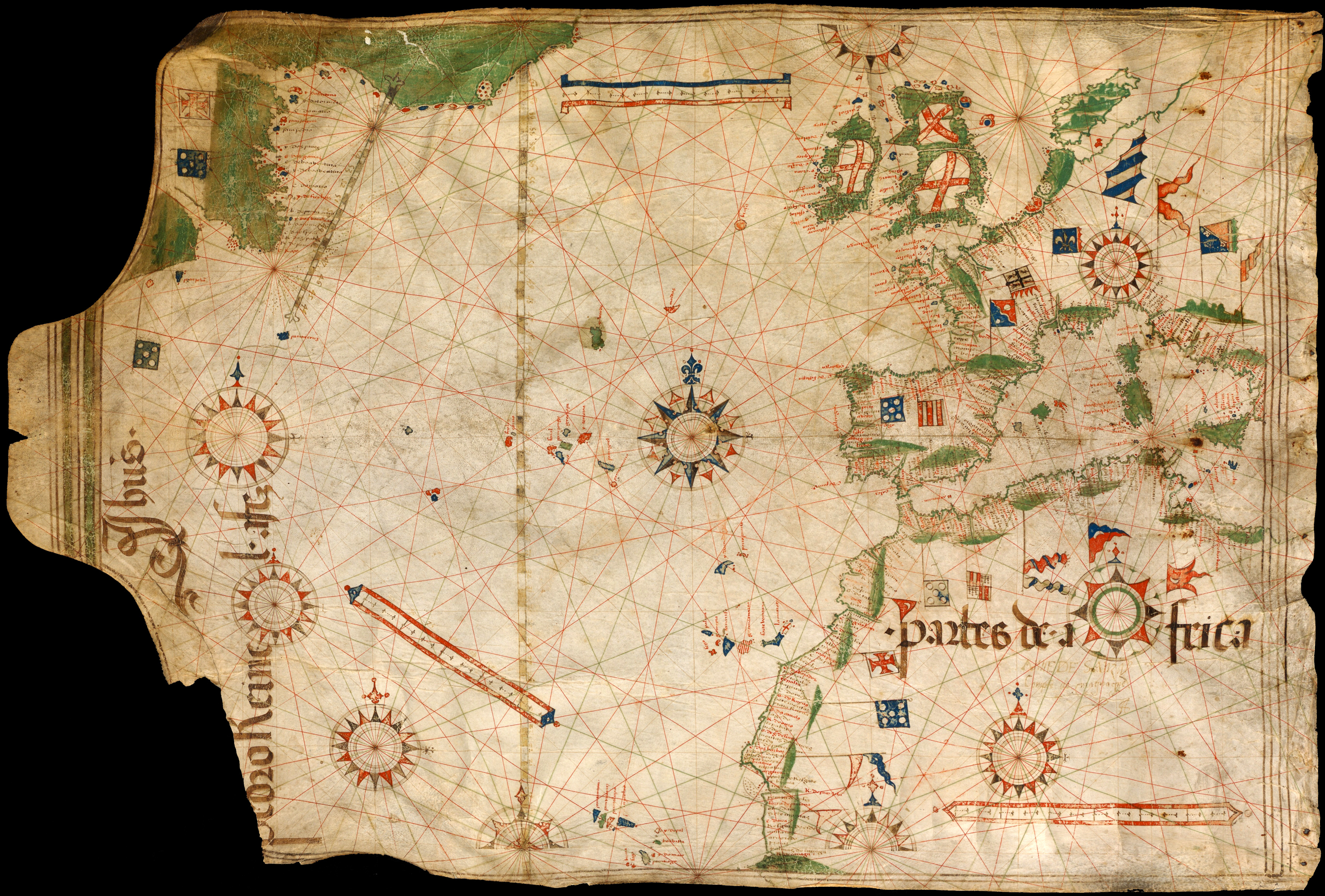
Portugalský kartograf Pedro Reinel (1504)

Portolánový atlas vznikl skládáním z portolánových map, které se skládaly z relativně úzkých a dlouhých pásů pobřežních oblastí, především Středozemního moře. Vývojově pokročilejší skupinou jsou kompasové mapy. Portolánové mapy byly využívány při navigaci a plavbě podél pobřeží Středozemního moře a evropské části Atlantského oceánu. V polovině 15. století se změnil význam portolánových map. Mapy se změnily na žádané umělecké dílo.
Mezi první portolánové atlasy řadíme např. Medicejský atlas z roku 1351. V roce 1591 vznikla portolánová mapa na pergamenu v sicilské Messině, která byla později připojena k tištěnému atlasu Lucase Janszoona Waghenaera (1533–1606) Speculum nauticum (Spiegel der Zeevaerdt). Součásí je portolánový atlas Joana Ricza, který se nalézá v Moravské zemské knihovně v Brně. Původní mapa byla necitlivě rozřezána a do Waghenaerova atlasu vložena někdy až na konci 18. století.
Ve Vědecké knihovně v Olomouci se nalézá portolánový atlas Jaume Olivese z roku 1563.
V národním muzeu v Praze (Nostická knihovna) se nachází portolánový atlas Giovannyho Francesca Monna z roku 1627.
Mezi další výrobce portolánových map řadíme např. Pietro a Jacopo Russo, Joan Martines v Messině. Vesconte di Maggiolo (1504?–1551) z Janova, Battista Agnese (činný 1535–1564) z Benátek atd.
Další portolánové atlasy se nacházejí ve francouzské Bibliotheque Municipale de Valenciennes, španělské Museo Marítim Barcelona, americké Hispanic Society of America v New Yorku a italské Biblioteca Ambrosiana v Milaně a Biblioteca Nazionale ve Florencii.